# Atalante (Film)
Atalante (Originaltitel: L’Atalante) ist ein Spielfilm des französischen Regisseurs Jean Vigo aus dem Jahr 1934. Von Kritik und Publikum zunächst abgelehnt, wurde der Film nach dem Zweiten Weltkrieg wiederentdeckt und gilt heute als Meilenstein der Filmgeschichte. In Kritikerumfragen nach den besten Filmen aller Zeiten wird er regelmäßig auf vorderen Plätzen berücksichtigt.

## Handlung
Die junge Juliette heiratet Jean, den Kapitän des Binnenfrachters L’Atalante, um ihr Dorf zu verlassen und ihn fortan auf seinen Fahrten zu begleiten. Gemeinsam mit dem eigenwilligen Gehilfen Père Jules und einem namenlosen Schiffsjungen machen sie sich auf den Weg. Das Leben der jungen Eheleute an Bord ist von Liebe, Streit und Versöhnung geprägt. Juliette sehnt sich nach den Verlockungen der Hauptstadt Paris, von denen sie im Radio hört. Als sie endlich in Paris Station machen, erhofft sie sich einen unvergesslichen Abend mit Jean. Doch Père Jules verlässt unter fadenscheinigen Gründen selbst das Schiff, um sich von einer Wahrsagerin aus der Hand lesen zu lassen und die Kneipen der Stadt zu erkunden. Da die Fracht nicht unbewacht bleiben darf, bleibt den beiden nichts anderes übrig, als auf die Rückkehr des Gehilfen zu warten. Als dieser schließlich völlig betrunken an Bord kommt, ist es für die Pläne des Paares zu spät.
Weiter flussabwärts, in einem Vorort von Paris, gibt es schließlich die Gelegenheit zum Besuch eines Tanzlokals. Dort wird Juliette von einem fahrenden Händler umgarnt, der sie zum Tanz auffordert und ihr von der Faszination der Großstadt erzählt. Der eifersüchtige Jean kann sich des Nebenbuhlers zwar erwehren, doch Juliettes Sehnsucht ist nun so groß geworden, dass sie sich in der Nacht heimlich davonschleicht, um mit dem Zug nach Paris zu fahren. Als sie am Ende des Tages an die Anlegestelle zurückkehrt, ist der Frachter verschwunden. Der in seiner Ehre gekränkte Jean hatte den Befehl zum Ablegen gegeben. Juliette ist jetzt auf sich allein gestellt. Nachdem ihr am Bahnhof zu allem Unglück auch noch ihr Geld gestohlen wird, kommt sie schließlich in einer ärmlichen Herberge unter. Die Besatzung der L’Atalante geht derweil ihrer Arbeit nach, doch Jean wirkt zunehmend teilnahmslos und apathisch. Schließlich nimmt Père Jules die Sache in die Hand und begibt sich nach Paris, um Juliette zu suchen. Er findet sie und bringt sie an Bord des Schiffes, wo sich das Paar erleichtert in die Arme fällt.

## Hintergrund
Nach einer misslungenen Probevorführung kam der Film im September 1934 unter dem Titel Le Chaland qui passe stark gekürzt in die Kinos.
Vigo starb kurz nach der Premiere an einer Blutvergiftung infolge seiner Tuberkuloseerkrankung.
Erst im Jahr 1990 wurde die ursprüngliche Schnittfassung im Auftrag von Gaumont von Jean-Louis Bompoint und Pierre Philippe restauriert, wobei vor allem eine von Bompoint im britischen National Film and Television Archive entdeckte Kopie des Films zugrunde gelegt wurde. Diese Fassung wurde auf den 43. Filmfestspielen von Cannes erstmals der Öffentlichkeit präsentiert. Nachdem die 1990 restaurierte Version von einigen Kritikern aufgrund der nahezu kompletten Integration des verfügbaren Materials teils als „zu enthusiastisch“ kritisiert wurde, wurde der Film im Jahr 2001 von Bernard Eisenschitz und Vigos Tochter Luce erneut restauriert und dabei einige Szenen der 1990er Version wieder entfernt. In der Folge kam es zu einem scharfen Disput zwischen Bompoint und Eisenschitz.

## Rezeption
Die US-amerikanische Videokünstlerin Karen Yasinsky schuf mehrere Animationen, die auf Jean Vigos bahnbrechendem Film beruhen. Sie benutzte Standbilder aus Vigos Film als Ausgangsmaterial und widmete sich in ihrer Arbeit der Rekonstruktion des Narrativen und der Neuschöpfung von Figuren.
Das Lexikon des Internationalen Films schreibt: „Einziger abendfüllender Spielfilm des im Alter von 29 Jahren verstorbenen Jean Vigo, der die an sich banale Geschichte in einer sensiblen Mischung aus Poesie und Wirklichkeit mit sozialem Engagement erzählt. - Sehenswert ab 16.“ Der US-Filmkritiker Roger Ebert gab dem Film die Höchstwertung von vier Sternen und nahm ihn in seine Bestenliste Great Movies auf: „Es ist auf vielen Listen der besten Filme aller Zeiten, eine Auszeichnung die vergessen lässt, wie bodenständig es ist, wie direkt in seiner Erzählung einer frischen Ehe mit einem holprigen Start.“
Atalante erreichte im Jahr 2020 Platz 18 auf der Website They Shoot Pictures, Don't They?. Für den online verfügbaren Katalog der 1.000 besten Filme wurden über 9.000 Listen mit Filmkritiken und Kritikerumfragen ausgewertet.